# Eusiroides diplonyx
Eusiroides diplonyx is een vlokreeftensoort uit de familie van de Pontogeneiidae. De wetenschappelijke naam van de soort is voor het eerst geldig gepubliceerd in 1909 door Walker.